# Suspense (film 1913)
Suspense è un cortometraggio del 1913, diretto da Phillips Smalley e Lois Weber, basato sull'opera teatrale Au téléphone di André de Lorde del 1901 (già utilizzata da David Wark Griffith nel 1909 per il suo The Lonely Villa).
Nel 2020 il film è stato ammesso nel National Film Registry della Biblioteca del Congresso in quanto "culturalmente, storicamente o esteticamente rilevante".

## Trama
L'atmosfera della casa solitaria è troppo oppressiva per la governante, che decide di abbandonarla senza preavviso lasciando un biglietto per la padrona, impegnata in camera col suo piccolo bambino. Nell'abbandonare la casa, la governante lascia le chiavi sotto lo zerbino dell'ingresso di servizio.
Poco dopo, il capofamiglia telefona alla moglie per avvertirla che rincaserà tardi dal lavoro. La donna, poi, legge il biglietto lasciatole sul tavolo dalla governante ma, benché costei le dica dove ha lasciato la chiave, non si cura di recuperarla. Successivamente, un vagabondo, che aveva visto la governante allontanarsi, sopraggiunge presso la casa e le gira intorno, cercando il modo di entravi. Quando la moglie lo scorge, richiama al telefono il marito manifestandogli la propria preoccupazione. In quel mentre, il malintenzionato trova la chiave lasciata sotto lo zerbino, la usa per entrare in casa e, per prima cosa, recide i cavi telefonici. Il marito, estremamente allarmato, esce dall'ufficio, si impadronisce di un'automobile parcheggiata lì di fronte e si dirige a tutta velocità verso casa. Ad avere assistito alla scena, è il proprietario dell'auto che, pensando ad un furto, attira l'attenzione di due poliziotti i quali fermano un'altra auto di passaggio e, tutti insieme, si mettono all'inseguimento del presunto ladro. Durante la folle corsa, verso la sua famiglia in pericolo, l'uomo travolge un passante ma si ferma per verificare che non sia ferito, dopodiché prosegue. Frattanto, il vagabondo, all'interno della casa, per prima cosa provvede a sfamarsi, prendendo dei sandwich dalla dispensa, poi, armatosi con un coltello, si mette a frugare nei cassetti, cercando, inutilmente, qualcosa di valore ed, infine, sale le scale per entrare nella stanza dove si è barricata la mamma con il suo bimbo. Proprio quando il delinquente riesce ad entrare nella stanza, però, arriva il marito della donna che lo affronta. Il sopraggiungere degli agenti fa si che il malvivente venga bloccato. Il padrone di casa, allora, si dirige rapidamente verso la stanza dove la moglie è svenuta e si prende cura di lei e del bimbo. Il proprietario dell'auto, comprendendo la situazione, decide di non denunciare chi gli aveva preso l'automobile.

## Produzione
Il film presenta uno dei primi esempi di split screen nella storia del cinema, nonché alcune ardite – all'epoca – tecniche cinematografiche quali riprese dall'alto o scene mostrate come riflesso in uno specchio retrovisore.
Il British Film Institute custodisce una pellicola positiva di Suspense, in nitrato, 35mm, variamente virata, del 1913, della lunghezza di 490 piedi (149 metri), in addizione ad altre copie datanti dal 1925 al 1982; altre copie della pellicola sono presenti, fra l'altro, presso il Museum of Modern Art di New York, la Cineteca del Friuli, il Film & Television Archive dell'UCLA.

## Distribuzione

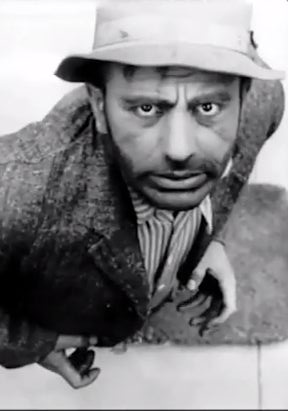
Sam Kaufman in una scena del film

Il film, distribuito dalla Universal Film Manufacturing Company è uscito nelle sale cinematografiche statunitensi il 6 luglio 1913.
In tempi recenti il film è stato programmato nel corso dell'Uppsala Kortfilmfestival del 2001, e del festival Il Cinema Ritrovato, organizzato dalla Cineteca di Bologna nel 2021.
Suspense è stato edito in DVD nel 2005 a cura della Film Preservation Associates/Anthology Film Archives (nel cofanetto "Unseen Cinema: Early American Avant-Garde Film", solo NTSC, Regione 1, non visionabile in Europa), tratto da una copia 35mm in possesso della medesima Film Preservation Associates, e dotato di una colonna sonora di Eric Beheim; nel 2017, a cura della Flicker Alley, è uscito in DVD e Blu-ray (rispettivamente Regione1 e Regione A – non visionabile in Europa) nel cofanetto "Early Women Filmmakers: An International Anthology"; e infine è stato edito dalla Kino Lorber nel 2018, in DVD/Blu-ray, nel cofanetto "Pioneers: First Women Filmmakers" (contenente diversi film in versioni che la casa produttrice pubblicizza come "meticolosamente restaurati in 2K e 4K"), dotato di colonna sonora di Skylar Nam.